# Харківська обласна універсальна наукова бібліотека
Харківська обласна універсальна наукова бібліотека (ХОУНБ) — провідна загальнодоступна культурно-освітня, науково-інформаційна установа регіону, депозитарій краєзнавчих та місцевих видань; методичний центр для публічних бібліотек Харківської області.

## Коротка історія
Бібліотека заснована в 1951 році. На початку діяльності знаходилась у виділеній кімнаті міської дитячої бібліотеки № 9, а з 1953 року отримала власне приміщення у житловому будинку по вулиці Кооперативній, 13/2, де знаходиться і зараз. 

З 25 вересня 1958 р. був організований методично-бібліографічний відділ. Відтоді бібліотека розширює свої функції і стає методичним центром для масових бібліотек області.

1970-ті рр. в історії бібліотеки є періодом прогресивних змін. Активно йде процес централізації бібліотек області, в якому обласна бібліотека займає провідне місце.

В 1974 році був започаткований відділ обслуговування спеціалістів сільського господарства, який в 1995 році реорганізовано у відділ технічної і сільськогосподарської літератури. З 2008 року у відділі працює клуб квітникарів «Лілея», який об'єднав усіх, хто цікавиться садівництвом, квітникарством, дизайном.

У 1984 р. відповідно до наказу Міністерства культури Української РСР Харківській обласній бібліотеці для дорослих надається статус державної обласної універсальної наукової бібліотеки. Нині бібліотека знаходиться у підпорядкуванні обласної ради.

У 2002 р. бібліографічний відділ було реорганізовано в Регіональний інформаційний центр «Харківщина». До існуючих секторів інформаційно-бібліографічного та краєзнавчого приєднався сектор інформації з питань культури та мистецтва. Відділ формує фонд краєзнавчих документів та укладає універсальні, тематичні, персональні, рекомендаційні краєзнавчі бібліографічні покажчики.

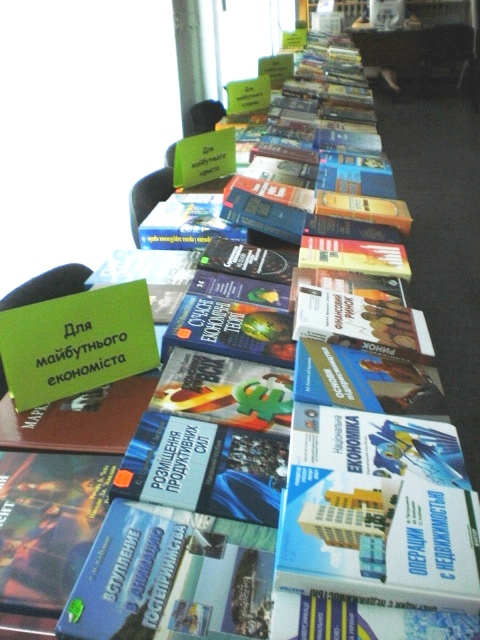
Виставка

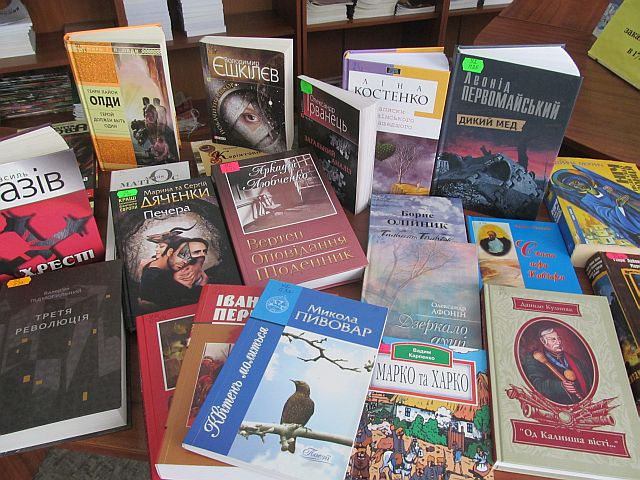
Надходження

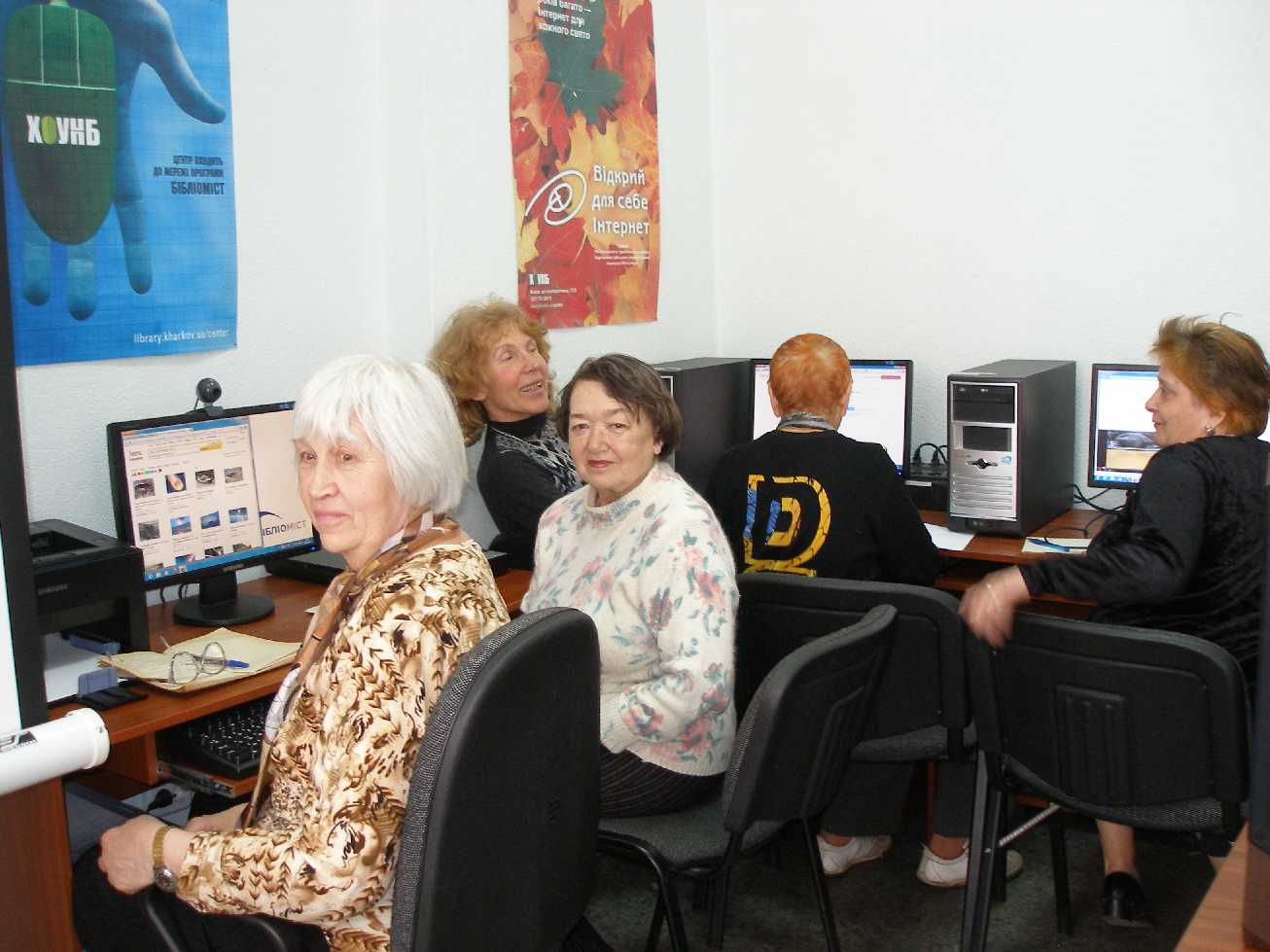

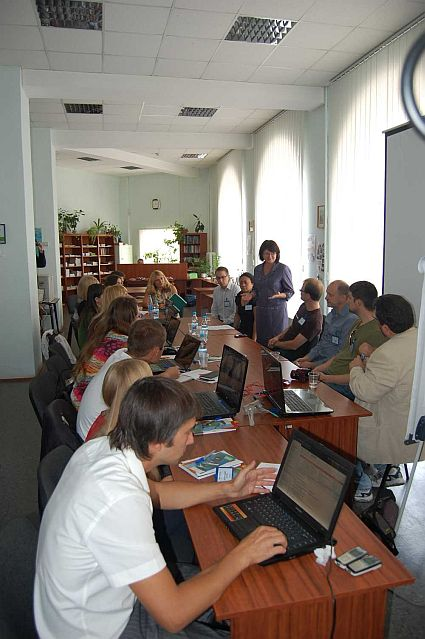

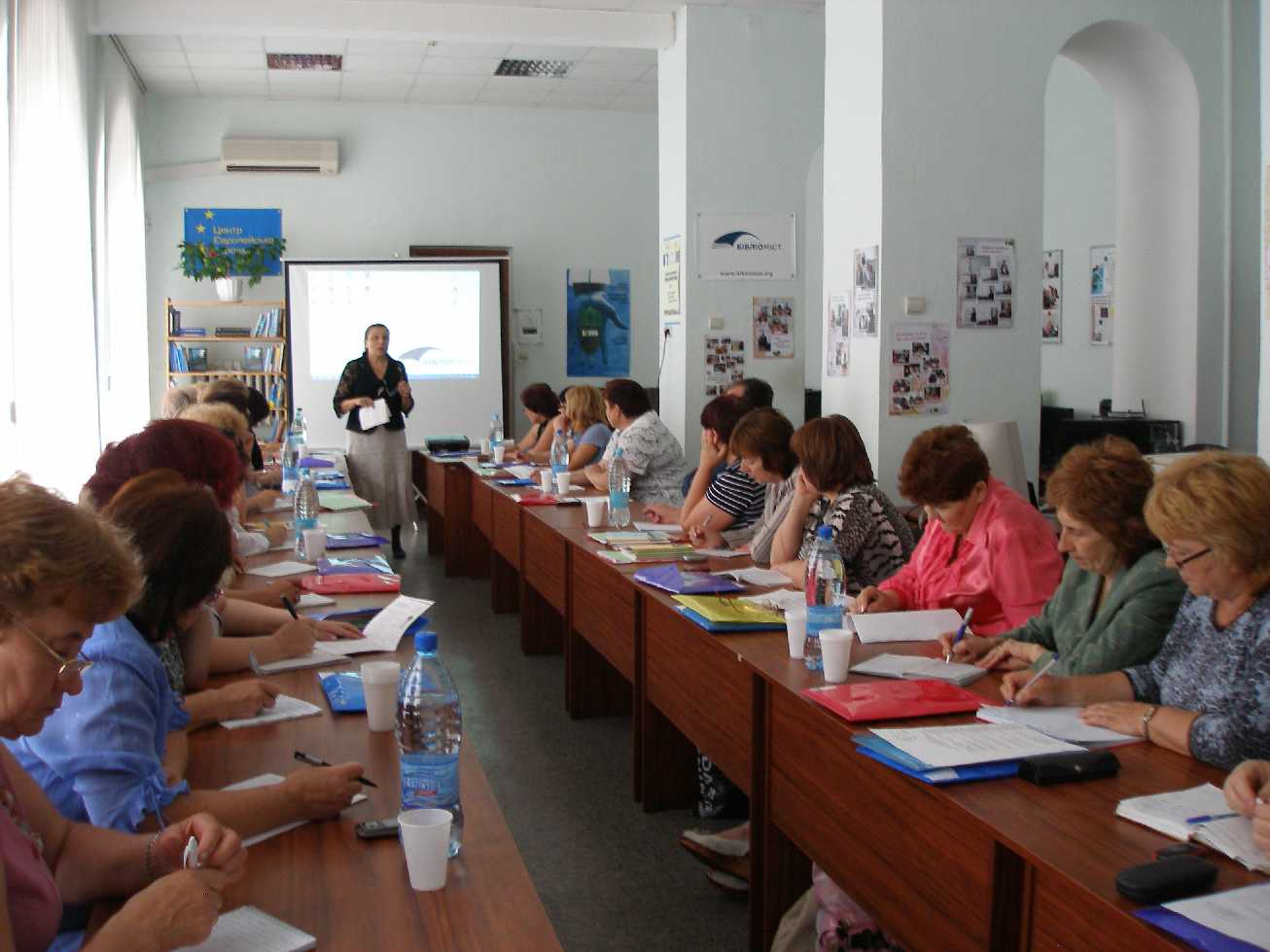

З кінця 90-х років стартувала комп'ютеризація бібліотечної діяльності. З 1997 року ведуться електронні бази даних «Харківщина», «Культурне життя Харківської області», «Знаменні і пам'ятні дати Харківщини». У 1998 році в бібліотеці був створений відділ автоматизації бібліотечних процесів, а через рік за рахунок гранту Міжнародного фонду «Відродження» у закладі відкрився центр Інтернет. У 2001 році ХОУНБ отримала грант проєкту «Інтернет для читачів публічних бібліотек», в цьому ж році започаткований сайт бібліотеки. З 2004 року організований електронний каталог.

У 2010 році в рамках програми «Бібліоміст» відкрито Регіональний тренінговий центр. Пріоритети Центру — підвищення кваліфікації працівників бібліотек області, навчання різних груп користувачів та надання для населення нових послуг з використанням вільного доступу до Інтернету. На його базі започатковано соціальний проєкт «Відкрий для себе Інтернет».

## Фонди
Фонд бібліотеки має універсальний характер, тобто присутні документи з різних галузей знання.

ХОУНБ виконує депозитарну функцію: завдяки отриманню місцевого обов'язкового примірника документів збирає у своїх фондах всю друковану продукцію всіх видавництв, фірм та книгодрукарських організацій Харкова та області. Поповнення фонду здійснюється також завдяки державній програмі «Українська книга» (випуск та розповсюдження видань за державний кошт). Завдяки цим джерелам кожен рік фонд бібліотеки поповнюється приблизно на 5000-6000 прим. книг.
Пошук у фонді здійснюється за допомогою довідкового апарату: алфавітний каталог,  систематичний каталог, каталог періодичних видань, картотека назв творів художньої літератури, картотека нових надходжень, систематична картотека статей, систематичний каталог довідкових і бібліографічних видань; алфавітний краєзнавчий каталог, зведений систематичний каталог краєзнавчих матеріалів; електронний каталог, електронні бази даних «Харківщина», «Знаменні і пам'ятні дати Харківщини», «Культурне життя Харківської області».

## Структура
Бібліотека складається з 9 відділів. Обслуговування користувачів та проведення соціокультурних заходів здійснюють:
- Відділ абонемента.

Видає додому книги з різних галузей: правознавство, економіка, історія, філософія, релігія, педагогіка та психологія, культура та мистецтво, мовознавство та літературознавство, художня література та ін.
- Відділ читального залу

Здійснює видачу навчальної, наукової і художньої літератури та періодичних видань для опрацювання в читальному залі.
- Відділ сільськогосподарської та технічної літератури

Надає в користування більш ніж 50 тис. примірників технічної і сільськогосподарської літератури. Це наукові і популярні видання з питань будівництва, ремонту теле- і радіоапаратури, металознавства, хімічної промисловості, інженерної і комп'ютерної графіки, транспорту, харчової і переробної промисловості, швейної справи, кулінарії та ін. При відділі діє клуб «Лілея», який об'єднав любителів квітникарства, садівництва та фітодизайну.
- Регіональний інформаційний центр «Харківщина»

Відділ задовольняє інформаційні запити з питань краєзнавства. Здійснює збір, опрацювання, збереження та надання у користування краєзнавчих документно-інформаційних ресурсів з різних аспектів життєдіяльності регіону. Видає тематичні та персональні бібліографічні покажчики, щорічники «Література про Харківщину» (видається з 1964 р.), «Календар знаменних і пам'ятних дат Харківщини на … рік» (видається з 1977 р.). Сектор інформації з питань культури випускає інформаційні видання «Робота закладів культури та мистецтва Харківської області на сторінках періодичних видань», «Про культурне співробітництво Харківської області», тематично-бібліографічний список «Бібліотечна тема на сторінках періодичних видань», інформаційно-аналітичні матеріали, оглядові та інформаційні довідки на актуальні теми.
Методичний відділ бібліотеки виконує такі функції: вдосконалення роботи бібліотек області, багатоаспектний аналіз їх діяльності через проведення загальнодержавних і локальних досліджень, консультаційні послуги з різних питань бібліотечної роботи, впровадження інноваційних інформаційних послуг, проєктна діяльність. Бібліотека проводить заходи з підвищення професійної кваліфікації працівників бібліотек — семінари, практикуми, тренінги для директорів бібліотек, методистів, бібліографів, працівників відділів обслуговування та ін. З грудня 1988 року діє обласний клуб професійного та творчого спілкування для директорів ЦБС, на засіданнях якого розглядаються актуальні проблеми бібліотечної справи.
Кожного року методичний відділ організовує обласні конкурси серед бібліотек — «Краща сільська бібліотека» (2004, 2010), на кращу організацію роботи «До 70-річчя визволення м. Харків та Харківської області від німецько-фашистських загарбників» (2013), на кращу електронну презентацію «Візитна картка бібліотеки» (2013), на кращу краєзнавчу роботу «Ваш гід — бібліотека» (2016); обласний поетичний марафон «Тарас Шевченко: поет, мислитель, пророк» (2014), фото-флешмоб у Facebook «Літо на книжкових островах» (2015), Бібліофест «Бібліотека+» (2018).

## Послуги
- повна інформація про документально-інформаційний ресурс бібліотеки;
- консультаційна допомога у пошуку та відборі джерел інформації;
- надання у тимчасове користування документів із фонду бібліотеки;
- замовлення необхідних документів, відсутніх у фонді бібліотеки, через міжбібліотечний абонемент;
- виконання бібліографічних та фактографічних довідок;
- екскурсії по бібліотеці;
- можливість брати участь у роботі читацьких клубів і об'єднань;
- книжкові виставки та різноманітні соціокультурні заходи, що відбуваються в бібліотеці;
- пошук необхідних видань в електронному каталозі;
- доступ до Інтернет з комп'ютерів, встановлених у бібліотеці, чи з власних ноутбуків через бездротовий Інтернет (Wi-Fi);
- навчання основам комп'ютерної грамотності в рамках проєкту «Відкрий для себе Інтернет»;
- навчання користуванню планшетом та смартфоном;
- тренінги з медіаграмотності
- тренінги з цифрової грамотності для користувачів в рамках проекту «Бібліотека — Хаб цифрової освіти»

## Проєктна діяльність
«Інтернет для читачів публічних бібліотек (LEAP)» (1998)
«Центр Європейської інформації» за підтримки міжнародного фонду «Відродження» (2007)
«Відкрий для себе Інтернет» (Бібліоміст, IREX) (2010)
«Відкриття Регіонального тренінгового центру» (Бібліоміст, IREX) (2010)
«Публічні бібліотеки — мости до е-урядування» (2013)
«Комп'ютерні курси для внутрішньо переміщених осіб» (2015)
«Бібліотеки і розвиток Вікіпедії» (спільно з ГО «Вікімедіа Україна») (з 2015)
«Об'єднання громади: навчальні та інтеграційні програми для ВПО у Харкові» та «Працевлаштування та ефективний пошук роботи» USAID, «Українська ініціатива з підвищення громадської довіри» (2015—2016)
«Жити разом» (з 2016)
«Моя нова поліція: громадська підтримка реформи національної поліції» (IREX) (2016)
Програма Technology Nation фонду BrainBasket (на базі бібліотеки) (з 2016)
«Майстерня медійної грамотності» (з 2017)
Професійний освітній проєкт «Школа УДК» (з 2018)
Літо з бібліотекою (2018)
Бібліотека — хаб цифрової освіти (2024)